# Tubular Bells
Tubular Bells er en komposition af den engelske komponist og multikunstner Mike Oldfield. Kompositionen blev indspillet på pladealbum og udkom 25. maj 1973 på sub-label’et Virgin Music tilhørende Richard Bransons selskab Virgin Records. 
Oldfield er – udover at være stykkets komponist – også den vigtigste musiker. Han spillede de fleste af de instrumenter, som indgår i albummet, idet han optog dem ét ad gangen og lagde dem sammen til den færdige indspilning. Mange af hans efterfølgende albums benytter samme teknik, som nu er meget udbredt i musikindustrien, men som dengang var en forholdsvis ukendt fremgangsmåde.
Pladen var Oldfields debutalbum og også den første plade, som blev udgivet af Virgin. David Bedford stod for instrumenteringen, og Vivian Stanshall lagde stemme til ceremonimesteren, som oplæser listen over instrumenter i slutningen af første sektion.
Åbningstemaet blev benyttet i filmen Eksorcisten, hvilket gav pladen en omfattende omtale. 
På opsamlingsalbummet Elements blev sangen også forkortet til åbningstemaet. 
Tubular Bells var på den britiske hitliste i mere end 5 år og nåede op på listens førsteplads efter mere end 1 år. Den blev fortrængt derfra af Oldfields andet album, Hergest Ridge, hvorved Oldfield blev én af kun tre kunstnere i Storbritannien, som har slået sit eget nummer væk fra førstepladsen. Det skønnes, at pladen er solgt i 15-17 millioner eksemplarer, heraf mindst to millioner alene i Storbritannien. Albummet fik en guldplade i USA, og Mike Oldfield modtog en Grammy for bedste instrumental-komposition i 1975. 

## Pladens spor
1. (Varighed: 25:36) Tubular Bells – Del 1
2. (Varighed: 23:20) Tubular Bells – Del 2

Instrumenter, del 1:
- Grand piano 00:00 – 04:20 og 19:48 – 20:10
- Glockenspiel (På pladen stavet gloken) 04:20 -
- Farfisa Organ
- Bass Guitar 06:55 – 07:40
- Electric Guitar ??:?? – ??:??
- Speed Guitar ??:?? – ??:??
- Taped motor drive amplifier organ chord 09:12 – 09:14
- Mandolin-like Guitar 07:40 – 09:15
- Fuzz Guitar 09:15 –
- Assorted Percussion
- Acoustic Guitar
- Flageolet
- Honky Tonk 13:50 – 14:05
- Lowery Organ

Instrumenter, del 2:
- Electric Guitar
- Farfisa Organ
- Bass Guitar
- Acoustic Guitar
- Piano
- Speed Electric Guitar
- Lowery Organ
- Concert Tympani
- Guitar sounding like Bagpipes 08:41
- Piltdown Man 11:55
- Honky Tonk
- Hammond Organ
- Spanish Guitar